# ファロ空港
ファロ空港（ポルトガル語：Aeroporto Internacional de Faro, (IATA: FAO, ICAO: LPFR))は、ポルトガル・ファロにある空港。ファロの西4kmに位置している。2,490mの滑走路1本を有している。

## 就航会社と就航地
| 航空会社                     | 就航地 |
| ---------------------------- | --- |
| エアリンガス                 | ダブリン |
| エーグル・アズール           | パリ・オルリー |
| TUIフライ・ネーデルラント    | アムステルダム |
| ブリティッシュ・エアウェイズ | ロンドン・ガトウィック |
| イージージェット             | ベルファスト, ブリストル, グラスゴー, リバプール, ロンドン・ガトウィック, ロンドン・ルートン, ロンドン・サウスエンド, ニューカッスル, パリ・オルリー                                                           |
| エーデルワイス航空           | チューリッヒ |
| TUIフライ・ベルギー          | アルメリア, ブリュッセル |
| Jet2.com                     | イースト・ミッドランズ, グラスゴー, リーズ, ニューカッスル |
| ルフトハンザ                 | フランクフルト, ミュンヘン |
| ルクスエア                   | ルクセンブルク |
| ノルウェー・エアシャトル     | コペンハーゲン, オスロ, ストックホルム・アーランダ |
| ライアンエアー               | パリ・ボーヴェ, バーミンガム, ブリストル, ブリュッセル・サウスシャルルロワ, イースト・ミッドランズ, エディンバラ, アイントホーフェン, リバプール, ロンドン・スタンステッド, マンチェスター, ポルト, ヴェーツェ |
| SATA International           | フンシャル, ポンタ・デルガダ |
| TAP ポルトガル航空           | リスボン |
| トーマス・クック航空         | バーミンガム, ブリストル, カーディフ, イースト・ミッドランズ, グラスゴー, ロンドン・ガトウィック, ロンドン・スタンステッド, マンチェスター, ニューカッスル                                                     |
| TUIエアウェイズ              | ロンドン・ガトウィック, マンチェスター |
| トランサヴィア               | アムステルダム, アイントホーフェン, フローニンゲン |
| トランサヴィア・フランス     | パリ・オルリー |
| TUIフライ・ノルディック      | ベルゲン, コペンハーゲン, ヨーテボリ, ヘルシンキ, オスロ, ストックホルム |